# Project Gotham Racing 3
Project Gotham Racing 3 – brytyjska gra komputerowa wyprodukowana przez Bizarre Creations oraz wydana przez Microsoft Game Studios 16 listopada 2005 roku.

## Rozgrywka
Do gry wprowadzono ponad 80 pojazdów, m.in. Ferrari 360, Lamborghini Murciélago, McLaren F1. Odwzorowane zostało wnętrze, zewnątrz i dźwięk samochodu. Za widowiskowe manewry samochodem gracz otrzymuje punkty Kudos.
Akcja gry ma miejsce m.in. w Nowym Jorku i Tokio.
Gra zawiera tryb gry wieloosobowej przez Internet wykorzystujący usługę Xbox Live oraz tryb gry na podzielonym ekranie. W Internecie gracz może obserwować wirtualny kanał telewizyjny, przedstawiający osiągnięcia najlepszych graczy Project Gotham Racing 3 na podstawie międzynarodowego rankingu.